# 2022年梅利利亞事件
2022年6月24日，至少37名移民在與摩洛哥和西班牙安全部隊的衝突中遭殺害，遇難地點位於於梅利利亞邊境圍欄。當天凌晨，有500～2000人聚集在一起，準備穿越摩洛哥與西班牙的邊境時，衝突發生。

## 事件
事件發生在上午，當時約有2000名從摩洛哥過境的移民試圖攻擊並衝破梅利利亞邊境圍欄。兩國的安全部隊趕到現場驅散人群，但亦導致他們與移民的暴力衝突，持續了兩小時。西班牙與摩洛哥官員指，他們的邊防人員被移民以武器攻擊，不得不進行自衛攻擊。據當局稱，逃亡的移民互相踐踏，造成人類踩踏事件，並導致數人死亡。另有數名移民從圍欄上摔倒在地。事件造成至少18名移民死亡，當中5人於試圖越境時喪生，另外13人則於送院後因傷勢過重而死。摩洛哥指，至少63名移民和140名摩洛哥官員受傷，當中5人傷勢嚴重，另有49名西班牙国民警卫队人員受輕傷。摩洛哥人權協會稱，有29名移民被殺，亦有133人成功越過圍欄。同日，當局亦曾執行若干由西班牙至摩洛哥的遣返行動。一個名為「行走的邊界」（Walking Borders）的非政府组织估算至少有37人死亡。非政府組織亦報告指出，有兩名摩洛哥憲兵被殺。
西班牙首相佩德羅·桑切斯指事件是有組織犯罪集團策畫的一次「精心組織的暴力襲擊」，並感謝西班牙及摩洛哥保安部隊的行動。
西迪塞勒姆公墓（Sidi Salem cemetery）經營者準備了若干墳墓，供摩洛哥當局將死者安葬於該處。
在被關押在納祖爾的被拘留者中，有32人的罪行最為嚴重，他們被摩洛哥檢察院指控「組織並協助他人定期秘密進出摩洛哥」、綁架並扣留一名公務員作為人質、在森林中放火，亦侮辱摩洛哥執法人員，及對他們使用暴力。另外33名囚犯則被控較輕的罪名。

## 反應

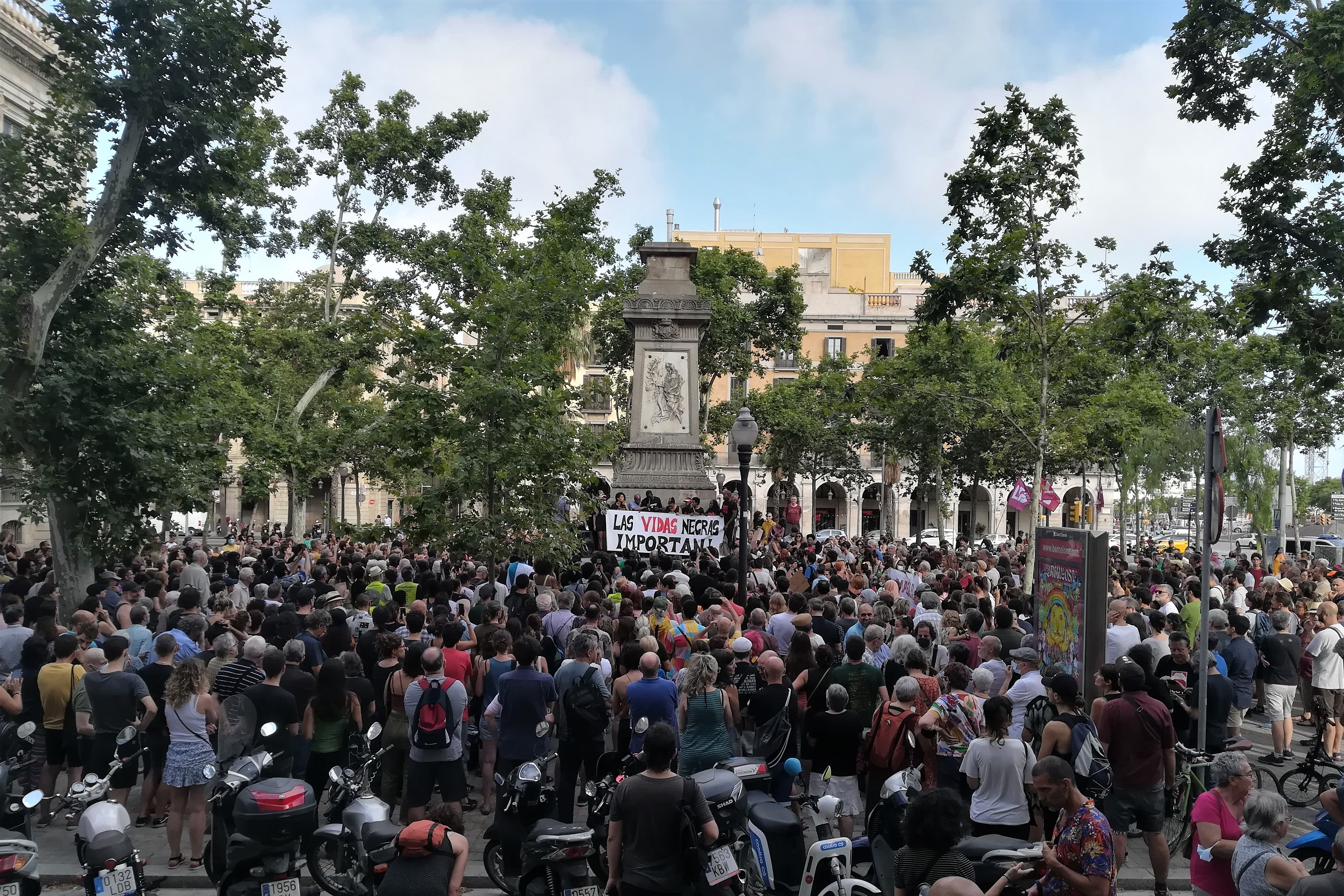
西班牙人於街上抗議有關事件

面對事件發生整整一天的沉默，加上一些關於幾名失去知覺、被忽視、血腥、擁擠和死亡的移民之影片和相片被泄露出來，這種情況引起許多國際媒體的報導，並招來不少悲傷和不安（dismay）。西班牙政府首相佩德羅·桑切斯（PSOE）為這次干預辯護，並指出「有必要承認摩洛哥政府在與西班牙國家安全部門協調下，為避免暴力襲擊所作出的非凡工作（extraordinary work），這兩支安全保隊很好地完成這項工作」，另亦承認並感謝「與摩洛哥這樣的戰略伙伴建立關係的重要性」，並指出黑手黨是所發生之事的唯一罪魁禍首。人權組織讉責的若干行動亦發生於西班牙管轄範圍內，而非最初所指那樣只於摩洛哥發生。西班牙国民警卫队在對法新社的一份聲明中否認該社對此事有所理解。據摩洛哥警方的消息，這是一個由移民「使用非常暴力的方法」來衡量的行動，而他們乃因在穿越時「只是被雪崩式的人流」而死。
阿爾及利亞總統阿卜杜勒-马吉德·特本公開讉責摩洛哥在梅利利利亞施行「一場大屠殺」（a carnage）。哥倫比亞總統當選人古斯塔沃·佩特罗聲援「被屠殺的受害者」的家屬，並重申他對「所有與饑餓和生命作鬥爭的非洲人民」的承諾。摩洛哥外交部在受到媒體的壓力下，與非洲國家的代表召開一場緊急會議，為懲罰行為辯護，指稱移民在越獄時施加暴力。就欧洲联盟委员会而言，其外交和安全事務發言人納比拉·馬斯拉利（Nabila Massrali）推測，歐洲當局已與摩洛哥當局接觸，試圖了解這一事件，但避免要求任何報告或調查委托（research commission）。
10個非政府組織要求當局對遺體進行鑒定，並將其歸還予家屬，而非將之迅速埋葬於鄰近納祖爾的西迪塞勒姆公墓。
6月26日，數以百計民眾於馬德里、巴塞隆拿及西班牙其他城市進行示威，抗議造成至少37名移民的「大屠殺」，並要求西班牙、摩洛哥兩地政府解釋到底發生了甚麼。
6月27日，非洲联盟委員會要求就梅利利亞悲劇進行調查。
2022年9月，地籍總局（DGC）和國家地理研究所（IGN）這兩個負責領土劃界的國家機構確定，梅利利亞事件完全是於西班牙境內發生的。縱然事件發生在梅利利亞圍欄之外，該領土構成了「安全區」（並非「無人區」）的一部份，為正式構成西班牙領土的一個組成部份，儘管事實上摩洛哥當局是控制該地區的人（即使沒有其主權）。地籍總局和國家地理研究所承認所有或大部份撒哈拉以南非洲人（sub-Saharans）死亡的地方為國家領土的一部份，這或會產生法律後果，皆因這將使西班牙司法部門有權調查發生了甚麼事。然而，內政部發言人宣稱，「無論是國家安全部隊還是摩洛哥當局，無論是檢察官辦公室還是申訴專員，都絲毫不懷疑死者是在摩洛哥境內」，並指「很明顯，死亡發生在摩洛哥當局的行動區域，國民警衛隊也無權進入。」